# Piece of Me
"Piece of Me" är en låt av Britney Spears som läckte ut på Internet under hösten 2007. Låten släpptes i november 2007 och är den andra singeln från Britney Spears femte album Blackout.
Den är skriven av de svenska låtskrivarna Christian Karlsson, Pontus Winnberg och Klas Åhlund. Som bakgrundssångerska figurerar Robyn. Singeln släpptes för spelning på radio den 27 november världen över. Musikvideon för låten började spelas in den 25 november. Den skulle på riktigt börja spelas in i början av november, men filmaren var med i en olycka, så inspelningen fick skjutas upp. Låten blev nummer 19 på Trackslistans årslista för 2008.